# Оссейн, Робер
Робе́р Оссе́йн (фр. Robert Hossein, при рождении — Абрахам Оссейнофф (фр. Abraham Hosseinhoff); 30 декабря 1927[…], XII округ Парижа — 31 декабря 2020[…], Эссе-ле-Нанси) — французский актёр театра и кино, режиссёр, продюсер, художественный руководитель театра «Мариньи» (Париж).

## Биография
Робер Оссейн родился в Париже в музыкальной семье. Его отец, скрипач и композитор Андре Оссейн (фр. André Hossein), азербайджанец по национальности, был родом из Самарканда, а дед из Азербайджана. Перед Первой мировой войной Андре Оссейн учился в Москве, в 1921 году уехал в Германию, где учился в Штутгартской и Берлинской консерваториях и принял зороастризм. В Германии он встретил пианистку и комедийную театральную актрису Анну Марковну Минковскую (рум. Anna Mincovschi, 15 декабря 1904 — 1998), еврейского происхождения, родом из Сорок (Бессарабской губернии), чья семья покинула Бессарабию после Октябрьской революции 1917 года. Родители заключили брак 10 августа 1927 года в Париже.
Благодаря матери Робер с детства хорошо говорил по-русски. С пятнадцати лет занимался в студии при театре «Старая голубятня», потом окончил курсы Рене Симона, выступал на сцене. Особую популярность имел в «театре ужасов» — «Гран-Гиньоль», где был постановщиком ряда спектаклей.
В кино дебютирует в фильме Р. Каденака «Набережная блондинок» (Quai Des Blondes, 1954), и в 1955 году снимает свой первый фильм «Негодяи отправляются в ад» (Les Salauds Vont en Enfer), предложив в ней роль Марине Влади, на которой в том же году женится. Марина Влади будет участвовать и в ряде последующих его картин: «Простите наши прегрешения» (1956), «Ты — Яд» (Toi Le Venin, 1958), «Ночи шпионов» (1959).
Близость к семье Поляковых определила интерес к России и участие в 1956 году в картине «Преступление и наказание» Жоржа Лампена, где он сыграл «французского Родиона Раскольникова» — Рене Брюнеля, а Влади — «французскую Соню Мармеладову» — Лили Марселен.
Долгая дружба связывала его с мужем актрисы Брижит Бардо, французским актёром и режиссёром русского происхождения Роже Вадимом, у которого он снимался в картинах «Кто знает» (1957), «Порок и добродетель» (1963), «Дон Жуан-73» (Don Juan, 1973).
Оссейн играл во многих своих фильмах: «Смерть убийцы» (1963), «Круги под глазами» (1964), «Вампир из Дюссельдорфа» (со своей спутницей жизни Мари-Франс Пизье), ««Верёвка и кольт» («Кладбище без крестов»)», «Точка падения» (1970). В 1967 снял картину «Я убил Распутина» (I Killed Rasputin), с изрядной долей «клюквы».
Но самый большой успех Оссейн имел в роли графа Тулузского Жоффрея де Пейрака в экранизациях Бернара Бордери пяти романов Анн и Серж Голон об Анжелике, где его партнёршей стала французская актриса Мишель Мерсье. Робер Оссейн и Мишель Мерсье были партнёрами восемь раз: пять раз в «Анжелике», и ещё трижды в фильмах «Вторая истина», «Гром небесный» и «Верёвка и кольт».
Его характерной внешностью и голосом, умением лепить сложные характеры пользовались режиссёры Кристиан-Жак («Вторая истина» 1966), К. Отан-Лара («Убийца» 1962), Ж. Лотнер («Профессионал»), Клод Лелуш «Одни или другие» (Bolero/Les Uns Et Les Autres, 1981) и др. Дени де Ла Пательер дал ему очень интересную роль в фильме 1973 года «Запрещённые священники»: во время Второй мировой войны католический священник влюбляется в молоденькую девушку, которую играет Клод Жад.
В 1982 осуществил экранизацию романа Виктора Гюго «Отверженные» (Les Miserables), где в роли Эпонины снял свою третью жену, Кэндис Пату, а затем дал ей роль и в фильме «Красная икра» (Le Caviar Rouge, 1985).
Оссейн был главным образом театральным человеком. С 1970 по 1979 годы он возглавлял Национальный Народный театр в Реймсе, потом в Париже во дворце спорта ставил свои эпопеи с огромными массовками: «Дантон и Робеспьер», «Человек по имени Иисус», «Собор Парижской Богоматери» (по Виктору Гюго), «Анжелика» (по Анн и Серж Голон). Он также поставил для Жана-Поля Бельмондо «Кина» Сартра и «Сирано де Бержерака».
Робер Оссейн написал две книги мемуаров — «Слепой часовой» и «Кочевники без племён».
Трижды посещал Баку. В качестве факелоносца принял участие в эстафете огня Европейских игр 2015.
Член Академии Евразии.
Умер 31 декабря 2020 года на следующий день после 93-летия, в больнице коммуны Эссе-ле-Нанси, куда был доставлен после заражения коронавирусной инфекцией COVID-19. По словам близких артиста, он скончался через несколько часов после того, как задул свечи на праздничном торте.

## Личная жизнь
«Три раза я начинал свою жизнь заново» — говорил Робер Оссейн в одном интервью.
- Первой его женой (1955—1959) стала актриса Марина Влади, младшая из четырёх дочерей балерины Милицы Евгеньевны Энвальд и певца Владимира Полякова. Робер был знаком и с сёстрами Марины: с самой старшей сестрой Марины — телережиссёром Олей (Olga Varen); также в своём фильме «Ты — яд» играл вместе со второй по старшинству сестрой Марины — актрисой Таней (Одиль Версуа), а с третьей сестрой Марины — актрисой Леной (Милицей) (Hélène Vallier) — снимался в «Старой голубятне». От брака с Мариной у него двое сыновей — Игорь (актёр, живёт на Пиренеях во Франции) и Пётр (гитарист и балалаечник, живёт на юге Франции).
- Вторая жена Оссейна (на протяжении 15 лет) — психоаналитик и киносценарист Каролин Эльяшев (Caroline Eliacheff, урожд. Мари Каролин Наташа Эльяшев, род. 1947), дочь кинопродюсера российско-еврейского происхождения Анатоля Эльяшева (Anatole Eliacheff, в мире кино известен как Толя Эльяшев, родом из Баку)[31] и литератора, феминистки сефардского происхождения Франсуазы Жиру (урожд. Лея Франс Гурджи, 1916—2003)[32][33]. Анатоль Эльяшев, среди прочего, был продюсером известной картины Анри-Жоржа Клузо «Набережная Орфевр» (1947). Каролин Эльяшев — автор многочисленных трудов по психоанализу, психиатрии и культурологии. В этом браке родился сын Николя, который некоторое время снимался в кино, затем (под новым именем Аарон Эльяшев) стал раввином в Страсбурге[34][35][36]. В 2011 году вышла его первая книга «L’Idolâtrie, ou la question de la part».
- Третьей его женой стала Кандис Пату, которой он, ухаживая, предложил роль в своём фильме «Отверженные» (1982). В этом браке родился его четвёртый сын, Жюльен.

## Награды
- Орден Почётного легиона — Командор (2006)[37]; Офицер (2000)[38]; Кавалер (1990)[39]
- Орден «За заслуги» (Франция) — Великий офицер (2019)[40]; Командор (1994)[41]; Офицер (1986)[41]; Кавалер
- Орден искусств и литературы — Командор
- Командор ордена Культурных заслуг (2006, Монако)[42]

## Фильмография
| Год в кино | Наименование                                                      | Наименование | Наименование                                                | Наименование                             | Режиссёр                                 | Роль                                      |
| Год в кино | на русском                                                        | на английском | на французском                                              | на итальянском                           | Режиссёр                                 | Роль                                      |
| ---------- | ----------------------------------------------------------------- | --- | ----------------------------------------------------------- | ---------------------------------------- | ---------------------------------------- | ----------------------------------------- |
| 1948       |                                                                   | Sextette (США) | Souvenirs ne sont pas à vendre, Les                         |                                          |                                          |                                           |
| 1948       | Хромой дьявол                                                     | | Diable boiteux, Le                                          |                                          |                                          |                                           |
| 1948       | Воспоминание                                                      | Souvenir | Aux yeux du souvenir                                        |                                          |                                          | ученик Симона                             |
| 1949       | Майя                                                              | Maya | Maya                                                        |                                          |                                          |                                           |
| 1954       | Набережная блондинок                                              | | Quai des blondes                                            |                                          | Поль Кадеак                              | розовая рубашка                           |
| 1955       | Чёрная серия                                                      | Black Edition (International: English title) / The Infiltrator (США) | Série noire / Leur compte sera réglé                        |                                          | Пьер Фуко                                | Джо                                       |
| 1955       | Разборки среди мужчин / Мужские разборки / Потасовка среди мужчин | Rififi | Du rififi chez les hommes                                   |                                          | Жюль Дассен                              | Реми Грюттер                              |
| 1955       | Мерзавцы попадают в ад                                            | The Wicked Go to Hell | Salauds vont en enfer, Les                                  |                                          | Робер Оссейн                             | Фред                                      |
| 1956       | Преступление и наказание                                          | The Most Dangerous Sin / Crime and Punishment (США) | Crime et châtiment                                          |                                          | Жорж Лампен                              | Рене Брюнель                              |
| 1956       | Простите наши прегрешения                                         | | Pardonnez nos offenses                                      |                                          | Робер Оссейн                             | Bit Role                                  |
| 1957       | Кто знает                                                         | No Sun in Venice | Sait-on jamais…                                             | Colpo da due miliardi, Un                | Роже Вадим                               | Сфорци                                    |
| 1957       | Берегитесь, девочки!                                              | Young Girls Beware | Méfiez-vous fillettes                                       |                                          | Ив Аллегре                               | Равен                                     |
| 1958       | Свобода под надзором                                              | Provisional Liberty (International: English title) | Liberté surveillée, La                                      | V proudech (Czechoslovakia)              | Владимир Влчек, Анри Эйсне               | Жан-Поль Виберти / Жан Рунгис             |
| 1959       | Ты, яд                                                            | Blonde in a White CarNude in a White Car / Night Is Not for Sleep (UK) | Toi, le venin                                               | Nella notte cade il velo                 | Робер Оссейн                             | Пьер Менда                                |
| 1959       | Женщины исчезают                                                  | The Road to Shame | Des femmes disparaissent                                    |                                          | Эдуар Молинаро                           | Пьер Росси                                |
| 1959       | Разборки среди женщин                                             | Riff Raff Girls (США) / Rififi Among the Women (International: English title) / Rififi and the Women (International: English title) / Rififi for Girls (International: English title) | Du rififi chez les femmes                                   | Rififì fra le donne                      | Алекс Жоффе                              | Marcel Point-Bleu                         |
| 1959       | Ночь шпионов                                                      | Double Agents (США) / Night Encounter | Nuit des espions, La                                        | Notte delle spie, La                     | Робер Оссейн                             | Луи                                       |
| 1959       | Приговор                                                          | The Verdict | Sentence, La                                                |                                          | Жан Валер                                |                                           |
| 1959       | Злодеи                                                            | The Wretches (International: English title) | Scélérats, Les                                              |                                          | Робер Оссейн                             | Джесс Руланд                              |
| 1960       | Сброд                                                             | Riff-Raff (США: TV title) / Take Me as I Am (UK) | Canailles, Les                                              | Canaglie, Le                             | Морис Лабро                              | Эд Доусон                                 |
| 1961       | Игры с истиной                                                    | The Game of Truth | Jeu de la vérité, Le                                        |                                          | Робер Оссейн                             | Инспектор                                 |
| 1961       | Угроза                                                            | The Menace (США: TV title) | Menace, La                                                  | La amenaza                               | Жерар Ури                                | Савари                                    |
| 1961       | Вкус насилия                                                      | The Taste of Violence | Goût de la violence, Le                                     | Febbre di rivolta                        | Робер Оссейн                             | Перез                                     |
| 1962       | Почему Париж?                                                     | Why Paris? (International: English title) | Pourquoi Paris?                                             |                                          | Дени де Ла Пательер                      |                                           |
| 1962       | Ранние утра                                                       | Hitch-Hike (International: English title) | Petits matins, Les / Mademoiselle Stop                      |                                          | Жаклин Одри                              | шут                                       |
| 1962       | Мадам Беспечность / Мадам Сен-Жен / Мадам без предрассудков       | Madame / Madame Sans-Gêne (США) | Madame Sans-Gêne                                            |                                          | Кристиан-Жак                             | Франсуа-Жозеф Лефевр                      |
| 1962       | Грузовой подъёмник                                                | Paris Pick-Up | Monte-Charge, Le                                            | Morte sale in ascensore, La              | Марсель Блюваль                          | Роберт Эрбин                              |
| 1962       | Отдых воина                                                       | Warrior’s Rest (UK) / Love on a Pillow (США) | Repos du guerrier, Le                                       | Riposo del guerriero, Il                 | Роже Вадим                               | Рено Сарти                                |
| 1963       | Убийца                                                            | Enough Rope (UK) (США) | Meurtrier, Le                                               | Omicida, L'                              | Клод Отан-Лара                           | инспектор Корби                           |
| 1963       |                                                                   | Commissaire mène l’enquête / Fantaisies conjugales (France: alternative title) L’amant (segment «Pour qui sonne le …»)                                                                |                                                             |                                          |                                          |                                           |
| 1963       | Порок и добродетель                                               | Vice and Virtue | Vice et la vertu, Le                                        | Vizio e la virtù, Il                     | Роже Вадим                               | полковник SS Эрик Шерндорф                |
| 1963       | Широкие пути                                                      | Of Flesh and Blood | LES GRANDS CHEMINS                                          | Baro, Il                                 | Кристиан Маркан                          | Самуэль                                   |
| 1963       | Гусиная дорога / Мороз по коже / Мурашки по коже                  | Highway Pick-Up | Chair de poule                                              | Pelle d’oca                              | Жюльен Дювивье                           | Даниэль Боисетт                           |
| 1964       | Смерть убийцы                                                     | Death of a Killer | Mort d’un tueur, La                                         | Concerto per un assassino                | Робер Оссейн                             | Пьер Maссa                                |
| 1964       | Ва-банк в Бангкоке                                                | Panic in Bangkok (США) / Shadow of Evil (США) | Banco à Bangkok pour OSS 117                                | OSS 117 minaccia Bangkok                 | Андре Юнебель                            | доктор Синн                               |
| 1964       | Круги под глазами                                                 | Marked Eyes (International: English title) | Yeux cernés, Les                                            | Nuda per un delitto                      | Робер Оссейн                             | Франц                                     |
| 1964       | Анжелика — маркиза ангелов                                        | Angélique | Angelique, marquise des anges                               | Angelica                                 | Бернар Бордери                           | Жофрей де Пейрак                          |
| 1965       | Анжелика в гневе (Великолепная Анжелика)                          | Angélique | Merveilleuse Angelique                                      |                                          | Бернар Бордери                           | Жофрей де Пейрак                          |
| 1965       | Дюссельдорфский вампир / Вампир из Дюссельдорфа                   | The Vampire of Dusseldorf (International: English title) / The Secret Killer (США) | Vampire de Düsseldorf, Le                                   | Belva di Dusseldorf, La                  | Робер Оссейн                             | Петер Кюртен                              |
| 1965       | Тайная война / Грязная игра                                       | The Dirty Game / The Dirty Agents / The Secret Agents (США) | Guerre secrète                                              | Guerra segreta, La                       | Теренс Янг, Кристиан-Жак и Карло Лидзани | Дюпонт                                    |
| 1965       | Славное приключение Марко Поло                                    | Marco the Magnificent (UK) (США) | Fabuleuse aventure de Marco Polo, La                        | Meravigliose avventure di Marco Polo, Le | Дени де Ла Пательер                      | князь Найям, лидер монгольских повстанцев |
| 1965       | Гром небесный                                                     | Thunder of God / God’s Thunder (UK) | Tonnerre de Dieu, Le                                        |                                          | Дени де Ла Пательер                      | Марсель                                   |
| 1966       | Долгий марш                                                       | Long March (США: informal literal title) | Longue marche, La                                           | Matrimonio alla francese                 | Александр Астрюк                         | Карно                                     |
| 1966       | Мадемуазель де Мопен                                              | | Mademoiselle de Maupin / Chevalier de Maupin, Le            | Madamigella di Maupin                    | Мауро Болоньини                          | Алкибиад                                  |
| 1966       | Анжелика и король                                                 | Angelique and the King | Angelique et le roy                                         | Angelica alla corte del re               | Бернар Бордери                           | Жофрей де Пейрак / Jeoffrey de Peyrac     |
| 1966       | Вторая истина / Другая правда                                     | The Other Truth (International: English title) / The Second Twin (США) | Seconde vérité, La                                          | Amante infedele, L'                      | Кристиан-Жак                             | адвокат Пьер Монтауд                      |
| 1966       | Отдел по борьбе с бандитизмом                                     | Brigade Anti Gangs (International: English title) / The Friday Man (США: TV title) | Brigade antigangs                                           | Pattuglia anti gang                      | Бернар Бордери                           | комиссар Ле Гофф                          |
| 1967       | Мёд                                                               | | Lamiel                                                      |                                          | Жан Орель                                | Вальбер                                   |
| 1967       | Музыка                                                            | | Musica, La                                                  |                                          | Маргерит Дюрас                           | Луи                                       |
| 1967       | Я убил Распутина                                                  | I Killed Rasputin (UK) / Rasputin (США) | J’ai tué Raspoutine                                         | Addio Lara                               | Робер Оссейн                             | Сергей Сухотин                            |
| 1967       | Человек, который предал мафию                                     | Calibre 38 / The Man Who Betrayed the Mafia (International: English title) | Homme qui trahit la mafia, L'                               | Calibro 38                               | Шарль Жерар                              | метр Бьянкини                             |
| 1967       | Неукротимая Анжелика                                              | Untamable Angelique | Indomptable Angelique                                       | Indomabile Angelica, L'                  | Бернар Бордери                           | Жофрей де Пейрак                          |
| 1968       |                                                                   | Misdeal (International: English title) | Maldonne                                                    |                                          | Серджо Гобби                             | Maртин фон Kлаус                          |
| 1968       | Маленькая благодетель                                             | A Little Virtuous | Petite vertu, La                                            |                                          | Серж Корбер                              | Брэди                                     |
| 1968       | Роз для ОСС-117 не будет                                          | Murder for Sale / OSS 117 Murder for Sale (UK) / OSS 117 — Double Agent (США) / No Roses for OSS 117 (США)                                                                            | Pas de roses pour O.S.S. 117                                | Niente rose per OSS 117                  | Андре Юнебель                            | доктор Саади                              |
| 1968       | Частный урок                                                      | Tender Moment (США) | Leçon particulière, La                                      |                                          | Мишель Буарон                            | Энрико Фонтана                            |
| 1968       | Анжелика и султан                                                 | Angelique and the Sultan | Angélique et le sultan                                      | Angelica e il gran sultano               | Бернар Бордери                           | Жофрей де Пейрак                          |
| 1969       | Время волков                                                      | Carbon Copy / The Last Shot / Time of the Wolves / Dillinger 70 / The Heist (США) | Temps des loups, Le                                         | Tempo di violenza                        | Серджо Гобби                             | Диллинджер                                |
| 1969       | Битва за Эль-Аламейн                                              | Desert Tanks / The Battle of El Alamein (США) | Bataille de El Alamein, La                                  | Battaglia di El Alamein, La              | Джорджо Феррони                          | Эрвин Роммель                             |
| 1969       | Верёвка и кольт                                                   | The Rope and the Colt (США) / Cemetery Without Crosses (США: dubbed version) | Une corde, un Colt                                          | Cimitero senza croci                     | Робер Оссейн                             | Maнуэль                                   |
| 1969       | Жизнь, любовь, смерть                                             | Life Love Death (США) | Vie, l’amour, la mort, La                                   | Vita, l’amore, la morte, La              |                                          | человек в фильме                          |
| 1969       | Похититель преступлений                                           | Crime Thief | Voleur de crimes, Le                                        | Ladro di crimini, Il                     | Надин Трентиньян                         | Tиан                                      |
| 1969       | Алая женщина / Пурпурная женщина                                  | The Scarlet Lady (Europe: English title: dubbed version) / The Bitch Wants Blood (США)                                                                                                | Femme écarlate, La                                          | Donna scarlatta, La                      | Жан Валер                                | Жюльен                                    |
| 1969       | Ад в пустыне                                                      | Desert Battle / Desert Assault (США: video title) | Battaglia del deserto, La / Sept hommes pour Tobrouk        | Inferno nel deserto                      | Мино Ло И                                | капитан Курд Хейнц                        |
| 1969       | Заговорщики                                                       | The Conspirators | Conspirateurs, Les                                          | Nell’anno del Signore                    | Луиджи Маньи                             | Леонида Монтанари                         |
| 1970       | Точка падения                                                     | Falling Point (International: English title) | Point de chute                                              |                                          | Робер Оссейн                             | Каид                                      |
| 1970       | Распутники                                                        | Versatile Lovers (UK) | Belles au bois dormantes, Les / Libertines, Les             | Intreccio, L'                            | Дэйв Янг                                 | Серж                                      |
| 1971       | Судья                                                             | Judge Roy Bean / Trouble in Sacramento | Juge, Le                                                    | All’ovest di Sacramento                  | Жан Жироли                               | Черная Птица                              |
| 1971       | Львиная доля / Доля льва                                          | The Lion’s Share (International: English title) | Part des lions, La                                          | Ultima rapina a Parigi, L'               | Жан Ларриага                             | Mорис Менард                              |
| 1971       | Поломка / Взломщики                                               | The Burglars (США) | Casse, Le                                                   | Scassinatori, Gli                        | Анри Вернёй                              | Ральф                                     |
| 1972       |                                                                   | | Hellé                                                       |                                          | Роже Вадим                               | Kлебер                                    |
| 1972       | Убийство есть убийство                                            | A Murder Is a Murder… Is a Murder (UK) / Murder Is a Murder (США) | Un meurtre est un meurtre                                   | Sedia a rotelle, La                      | Этьен Перье                              | Жан Карузе                                |
| 1972       | Дон Жуан-73 / Дон жуан в юбке                                     | Don Juan 73 / Ms. Don Juan / Don Juan, or If Don Juan Were a Woman (UK) | Don Juan ou Si Don Juan était une femme                     | Donna come me, Una                       | Роже Вадим                               | Луис Прево                                |
| 1972       | Запрещённые священники                                            | Forbidden Priests (США) | Prêtres interdits                                           |                                          | Дени де Ла Пательер                      | Жан Расто                                 |
| 1972       | телефильм                                                         | | Vogue la galère                                             |                                          |                                          | Симон                                     |
| 1974       | Офицер полиции без всякого значения                               | A Police Officer Without Importance (International: English title) | Un officier de police sans importance                       | Requiem per un commissario di polizia    | Жан Ларриага                             | Пьер                                      |
| 1974       | Защитник / Покровитель                                            | The Protector (International: English title) | Protecteur, Le                                              | Tráfico de mujeres (Spain)               | Роже Анен                                | Aрнауд                                    |
| 1974       |                                                                   | | Nouvelles de Henry James                                    |                                          |                                          | Петер Квинт                               |
| 1974       |                                                                   | The Turn of the Screw (International: English title: literal title) | Tour d'écrou, Le (TV)                                       |                                          |                                          | Петер Квинт                               |
| 1975       | Двурушник                                                         | The Phoney (International: English title) | Faux-cul, Le                                                |                                          | Роже Анен                                | Kaмински                                  |
| 1978       | Карманный любовник                                                | Lover Boy (UK) / The Pocket Lover | Amant de poche, L'                                          |                                          | Бернар Кейсанн                           |                                           |
| 1978       |                                                                   | | Emmenez-moi au théâtre: Pas d’orchidées pour Miss Blandisch |                                          |                                          | Слим                                      |
| 1979       | Демон Юга                                                         | Demons of the South (International: English title) | Démons de midi                                              |                                          | Кристиан Порей                           | режиссёр театра                           |
| 1981-1983  | Одни и другие / Болеро                                            | Within Memory / Bolero (США) | Les uns et les autres                                       |                                          | Клод Лелуш                               | Симон Мейер / Роберт Прат                 |
| 1981-1983  | Профессионал                                                      | The Professional (США) | Professionnel, Le                                           |                                          | Жорж Лотнер                              | комиссар Розен                            |
| 1982       | День расплаты                                                     | Grand Pardon (Philippines: English title) | Grand pardon, Le                                            |                                          | Александр Аркади                         | Maнуэль Каррерас                          |
| 1982       | Отверженные                                                       | | Misérables, Les                                             |                                          | Робер Оссейн                             |                                           |
| 1983       | Сюрприз-парти / Вечеринка сюрпризов                               | Surprise Party |                                                             |                                          | Роже Вадим                               | Андре Ауэрбах                             |
| 1986       | Красная икра                                                      | | Caviar rouge, Le                                            |                                          | Робер Оссейн                             | Aлекс                                     |
| 1986       | Мужчина и женщина: 20 лет спустя                                  | A Man and a Woman: 20 Years Later (Canada: English title) (США) | Un homme et une femme, 20 ans déjà                          |                                          | Клод Лелуш                               | Робер Оссейн                              |
| 1987       | Левиафан и Голиаф                                                 | Levy and Goliath | Lévy et Goliath                                             |                                          | Жерар Ури                                | клиент Голиафа                            |
| 1989       | Дети хаоса                                                        | Children of Chaos (UK: festival title) | Enfants du désordre, Les                                    |                                          | Янник Беллон                             | Роберт                                    |
| 1988       |                                                                   | | Croisade des enfants, La (TV)                               |                                          |                                          | Филипп-Август                             |
| 1990       |                                                                   | | «Gorille, Le» / Le pavé du Gorille (1 episode, 1990)        | Gorilla, Il                              |                                          | Жозеф Бьюцис                              |
| 1992       | Неизвестный в доме озвучивание                                    | Stranger in the House | Inconnu dans la maison, L'(voice)                           |                                          |                                          | рассказчик                                |
| 1994       | Дело / Афера / Последняя карта                                    | The Case | Affaire, L' / Dernière carte, La                            |                                          | Серджио Гобби                            | Пол Асланс                                |
| 1995       | Отверженные                                                       | | Misérables, Les / Misérables du vingtième siècle, Les       |                                          | Клод Лелуш                               | ведущий церемонии                         |
| 1997       | Восковая маска                                                    | Gaston Leroux’s The Wax Mask | Masque de cire, Le                                          | M.D.C. — Maschera di cera                | Серджио Стивалетти                       | Борис Волков                              |
| 1999       | Салон красоты «Венера»                                            | Venus Beauty Salon (UK) / Venus Beauty Institute (США: literal English title) | Venus beaute (institut) / Venus Beauty Salon                |                                          | Тони Маршаль                             | авиатор                                   |
| 1999       | Джаллорама                                                        | Scandalous Crimes (France: DVD title) | Gialloparma                                                 |                                          | Альберто Бевилаква                       | судья Боччи                               |
| 2004       | Профессионалы / San-Antonio                                       | Spy Zone (Italy: DVD title) | San-Antonio                                                 |                                          | Фредерик Обюртен                         | министр                                   |
| 2005       | Судья Винченцо Марано (телесериал)                                | | Juge, Le                                                    |                                          |                                          | Рожер Марино                              |
| 2006       |                                                                   | | Petits meurtres en famille                                  |                                          |                                          | Симон де Теску                            |
| 2007       | Пропавшая в Довиле                                                | Trivial (International: English title) | Disparue de Deauville, La                                   |                                          | Софи Марсо                               | Aнтуан Беранжер                           |
| 2008       | Человек и его собака                                              | A Man and His Dog | Человек с собакой                                           |                                          | Франсис Юстер                            | Бомж                                      |

## Галерея
- Робер Оссейн с родителями Андре Оссейном и Анной Минковской в 1975 году